# Legend Is Born
『Legend Is Born』（レジェンド イズ ボーン）は、加藤和樹の10枚目のシングルである。

## 概要
- CD+DVD盤・通常盤B・通常盤C（マジンボーンのアニメジャケット）の3種類がある。DVDにはLegend Is Born(ver.R)のミュージックビデオを収録。

## 収録曲
（全作曲/編曲：ダルビッシュP）
1. Legend Is Born
作詞：藤林聖子
テレビアニメ『マジンボーン』オープニングテーマ
2. ひとりじゃない
作詞：加藤和樹
3. Legend Is Born（カラオケ）
4. ひとりじゃない（カラオケ）